# Кирст, Ютта
Ютта Кирст (в девичестве Краутвурст) (нем. Jutta (Krautwurst-)Kirst; род. 10 ноября 1954, Дрезден) — восточно-германская прыгунья в высоту, бронзовый призёр летних Олимпийских игр 1980 года в Москве.

## Карьера
В 1973 году стала серебряным призёром летней Универсиады в Москве.
На Олимпиаде в Москве Кирст в секторе для прыжков в высоту основная борьба развернулась между итальянкой Сарой Симеони, представительницей Польши Урсулой Келян и Кирст. Итальянка поднялась на высшую ступень пьедестала, показав результат 197 см. Келян и Кирст прыгнули на 194 см, но полька затратила меньше попыток, а потому удостоилась серебряной медали.

## Семья
Золовка немецкой прыгуньи в высоту Риты Кирст.